# Comuna Serbînivka, Hrebinka
Serbînivka (în ucraineană Сербинівка) este o comună în raionul Hrebinka, regiunea Poltava, Ucraina, formată din satele Hrușkivka, Saiivka și Serbînivka (reședința).

## Demografie
Componența lingvistică a comunei Serbînivka
     Ucraineană (99,43%)
     Alte limbi (0,57%)
Conform recensământului din 2001, majoritatea populației comunei Serbînivka era vorbitoare de ucraineană (99,43%), existând în minoritate și vorbitori de alte limbi.